# Storbritanniens Grand Prix 1993
Storbritanniens Grand Prix 1993 var det nionde av 16 lopp ingående i formel 1-VM 1993.

## Resultat
1. Alain Prost, Williams-Renault, 10 poäng
2. Michael Schumacher, Benetton-Ford, 6
3. Riccardo Patrese, Benetton-Ford, 4
4. Johnny Herbert, Lotus-Ford, 3
5. Ayrton Senna, McLaren-Ford, 2 (varv 58, bränslebrist)
6. Derek Warwick, Footwork-Mugen Honda, 1
7. Mark Blundell, Ligier-Renault
8. JJ Lehto, Sauber
9. Jean Alesi, Ferrari
10. Rubens Barrichello, Jordan-Hart
11. Philippe Alliot, Larrousse-Lamborghini
12. Christian Fittipaldi, Minardi-Ford (56, växellåda)
13. Ukyo Katayama, Tyrrell-Yamaha
14. Martin Brundle, Ligier-Renault (53, växellåda)

### Förare som bröt loppet
- Andrea de Cesaris, Tyrrell-Yamaha (43, för få varv)
- Damon Hill, Williams-Renault (41, motor)
- Alessandro Zanardi, Lotus-Ford (41, upphängning)
- Thierry Boutsen, Jordan-Hart (41, hjullager)
- Luca Badoer, BMS Scuderia Italia (Lola-Ferrari) (32, elsystem)
- Pierluigi Martini, Minardi-Ford (31, kroppsligt)
- Karl Wendlinger, Sauber (24, snurrade av)
- Gerhard Berger, Ferrari (10, upphängning)
- Aguri Suzuki, Footwork-Mugen Honda (8, snurrade av)
- Michael Andretti, McLaren-Ford (0, snurrade av)
- Erik Comas, Larrousse-Lamborghini (0, bakaxel)

### Förare som ej kvalificerade sig
- Michele Alboreto, BMS Scuderia Italia (Lola-Ferrari)